# 昼まで寝太郎
『昼まで寝太郎』（ひるまでねたろう）は、本宮ひろ志による日本の漫画作品。
集英社『ビジネスジャンプ』にて、2006年7号から2008年16号まで連載。全53話。単行本は同社ヤングジャンプ・コミックスにて全7巻。
舞台は江戸時代後期の寛政元年（1789年）5月、江戸幕府の第11代将軍・徳川家斉の時代であり、老中・松平定信の寛政の改革が始まった時代である。主人公の堂内新太郎は5万石の大名である本田忠幸の双子の兄。恋人のお京と2人で江戸で昼まで寝ながら悠々自適に暮らしている。そんな双子の兄弟が波乱万丈の日々を送る物語である。

## 登場人物
堂内新太郎
物語の主人公。通称は「昼まで寝太郎」。本田忠幸の双子の兄。双子は畜生腹として忌み嫌われていたため、誕生取り上げの際の手違いで剣術指南役である堂内新左衛門の養子に出された。本人は悠々自適の生活を気に入っており、藩主の座に未練はない。剣術に長けている。
本田忠幸
陸奥棚倉藩5万石の藩主で奏者番。新太郎の双子の弟。兄を慕っている。剣術は凡庸だが体術に優れている。
お京
新太郎の恋人。後に妻となり、新太郎との間に男女の双子を生む。
徳川家斉
江戸幕府の第11代将軍。
松平定信
江戸幕府の老中筆頭。寛政の改革を行なう。
白戸安房守
奏者番頭。

## 書誌情報
- 本宮ひろ志 『昼まで寝太郎』 集英社〈ヤングジャンプ・コミックス〉、全7巻
  1. 2006年08月18日発売 ISBN 4-08-877133-8
  2. 2006年12月19日発売 ISBN 4-08-877191-5
  3. 2007年04月19日発売 ISBN 978-4-08-877251-6
  4. 2007年10月19日発売 ISBN 978-4-08-877341-4
  5. 2008年02月19日発売 ISBN 978-4-08-877404-6
  6. 2008年09月19日発売 ISBN 978-4-08-877482-4
  7. 2008年09月19日発売 ISBN 978-4-08-877515-9